# Let's Hurt Tonight
Let's Hurt Tonight - Stasera Facciamoci Male è un singolo del gruppo musicale statunitense OneRepublic, facente parte della colonna sonora del film Collateral Beauty, pubblicato il 6 dicembre in Europa e il 9 gennaio 2017 in Nord America come terzo estratto dal quarto album in studio Oh My My.

## Il singolo
Nel mese di novembre 2016 gli OneRepublic hanno eseguito la canzone agli MTV Europe Music Awards. Successivamente, il 6 dicembre hanno effettuato una performance a The Voice negli Stati Uniti, mentre il 15 dicembre nella finale di X Factor Italia.
Il brano viene pubblicato ufficialmente alle radio americane il 9 gennaio 2017.
Nel 2020 il cantante francese Amir nel suo album "Ressources - Risorse" (16 ottobre), inserisce il brano  "Let's Hurt Tonight - Stasera Facciamoci Male" In duo con gli OneRepublic.

## Video musicale
Il video ufficiale per la canzone è stato pubblicato il 6 dicembre 2016 sul canale VEVO della band. In esso, si alternano due scene: la prima, in cui il gruppo si esibisce su un grattacielo di New York, e la seconda, in cui vengono riprodotte alcune scene del film.
Il 16 febbraio 2017, viene rilasciato un secondo video ufficiale del brano con scene che riprendono la band e Ryan Tedder.                                                                                                                 Il brano era anche la sigla del programma Ultima Fermata di Canale 5.

## Tracce
Download digitale
1. Let's Hurt Tonight - Stasera Facciamoci Male – 3:14 (Ryan Tedder, Noel Zancanella)
2. Let's Hurt Tonight - Stasera Facciamoci Male – 3:22 (Collateral Beauty mix)
3. Let's Hurt Tonight - Stasera Facciamoci Male – 3:51 (BUNT. remix)

## Formazione
- Ryan Tedder – voce,
- Zach Filkins – chitarra acustica, cori
- Drew Brown – chitarra, cori
- Brent Kutzle – basso, cori,
- Eddie Fisher – batteria

Altri musicisti
- Brian Willett – pianoforte, cori

## Classifiche
| Classifica (2017)       | Posizione più alta |
| ----------------------- | ------------------ |
| Austria                 | 61                 |
| Germania                | 98                 |
| Italia                  | 19                 |
| Slovenia                | 30                 |
| Stati Uniti (Adult pop) | 21                 |
| Svizzera                | 26                 |